# Municipio de Long Point
El municipio de Long Point (en inglés: Long Point Township) es un municipio ubicado en el condado de Livingston en el estado estadounidense de Illinois. En el año 2010 tenía una población de 498 habitantes y una densidad poblacional de 5,28 personas por km².

## Geografía
Según la Oficina del Censo de los Estados Unidos, el municipio tiene una superficie total de 94,34 km², todos ls cuales corresponden a tierra firme.

## Demografía
Según el censo de 2010, había 498 personas residiendo en el municipio de Long Point. La densidad de población era de 5,28 hab./km². De los 498 habitantes, el municipio de Long Point estaba compuesto por el 98,59 % blancos, el 0,8 % eran afroamericanos, el 0,2 % eran asiáticos y el 0,4 % eran de una mezcla de razas. Del total de la población el 0,2 % eran hispanos o latinos de cualquier raza.